# Ana Gasteyer
Ana Kristina Gasteyer (Washington, 4 maggio 1967) è un'attrice, comica e imitatrice statunitense.

## Biografia
Gasteyer ha origini tedesche, rumene e greche. Ha recitato in numerosi musical, tra i quali Passion e Wicked. È sposata con Charles E. McKittrick III e ha due figli: Frances Mary (2002) e Ulysses (2008). Nel 1996 entra ufficialmente a far parte del cast della   Saturday Night Live, fino al  2002.  

## Filmografia parziale

### Cinema
- Superfusi di testa (Meet the Deedles), regia di Steve Boyum (1998)
- Le ragazze della Casa Bianca (Dick), regia di Andrew Fleming (1999)
- Per incanto o per delizia (Woman on Top), regia di Fina Torres (2000)
- What Women Want - Quello che le donne vogliono (What Women Want), regia di Nancy Meyers (2000)
- Lo scroccone e il ladro (What's the Worst That Could Happen?), regia di Sam Weisman (2001)
- Mean Girls, regia di Mark Waters (2004)
- Reefer Madness: The Movie Musical (Reefer Madness: The Movie Musical), regia di Andy Fickman (2005)
- The Women, regia di Diane English (2008)
- Robot & Frank, regia di Jake Schreier (2012)
- Indovina perché ti odio (That's My Boy), regia di Sean Anders (2012)
- Fun Size, regia di Josh Schwartz (2012)
- Geography Club, regia di Gary Entin (2013)
- Peeples, regia di Tina Gordon Chism (2013)
- Rapture-Palooza, regia di Paul Middleditch (2013)
- Il superpoliziotto del supermercato 2 (Paul Blart: Mall Cop 2), regia di Andy Fickman (2015)
- Wine Country, regia di Amy Poehler (2019)
- Non ti presento i miei (Happiest Season), regia di Clea DuVall (2020)

### Televisione
- Suburgatory - serie TV, 53 episodi (2011-2014)
- The Goldbergs - serie TV, 13 episodi (2014-2020)

### Doppiatrice
- Harvey Beaks – serie animata, 7 episodi (2015-2017)
- The Lion Guard – serie animata, 12 episodi (2016-2019)
- La meravigliosa Bakery di Alice (Alice's Wonderland Bakery) – serie animata, 4 episodi (2022-2023)

## Personaggi famosi imitati
- Allison Janney
- Ann B. Davis
- Andie MacDowell
- Barbra Streisand
- Betty Ford
- Brittny Kissinger
- Calista Flockhart
- Christina Aguilera
- Cynthia Nixon
- Debbie Matenopoulos
- Diane Sawyer
- Elizabeth Dole
- Elizabeth Hurley
- Geri Halliwell
- Glenn Close
- Hillary Clinton
- Jewel
- Joy Behar
- Lara Flynn Boyle
- Lisa Kudrow
- Madonna
- Martha Stewart
- Mia Farrow
- Theresa Saldana
- Victoria Beckham

## Doppiatrici italiane
Nelle versioni in italiano delle opere in cui ha recitato, Ana Gasteyer è stata doppiata da:
- Barbara Castracane in Mean Girls
- Sabrina Duranti in Wine Country
- Isabella Pasanisi in Lo scroccone e il ladro
- Franca D'Amato in The Goldbergs
- Antonella Giannini in Non ti presento i miei

Da doppiatrice è sostituita da:
- Barbara Castracane in The Lion Guard
- Valentina Favazza in Duncanville
- Sabrina Duranti in Topolino - Strepitose avventure
- Ilaria Stagni in La meravigliosa Bakery di Alice
- Claudia Razzi in Ridley Jones: La paladina del museo